# Josef Hoffmann
Josef Franz Maria Hoffmann (Brtnice, 15 dicembre 1870 – Vienna, 7 maggio 1956) è stato uno dei maggiori architetti austriaci, attivo fra la fine del XIX secolo e la prima metà del XX secolo.

## Biografia
Esponente della Secessione viennese, con l'architetto Otto Wagner, fra gli altri, già suo insegnante all'Accademia di Vienna, fu anche un designer, la cui opera, improntata ad una spinta ed essenziale astrazione geometrica (tipiche le sue prevalenti quadrettature), apre il nuovo secolo in chiave decisamente modernistica. Per la rivista della Secessione, Ver Sacrum, edita fra il 1898 e il 1903, eseguì illustrazioni (in particolare, vari progetti d'arredo per interni domestici, o per padiglioni espositivi), fregi decorativi e vignette: caratteristiche elaborazioni dello Jugendstil austriaco.
Si occupò quindi degli allestimenti delle periodiche esposizioni viennesi della Secessione nel padiglione realizzato per lo scopo nel 1898 da Joseph Maria Olbrich, ed ebbe un ruolo importante nel lancio europeo dello scozzese Charles Rennie Mackintosh; il giovane architetto di Glasgow fu invitato ad esporre alla mostra del 1900 le creazioni di design del gruppo di quattro artisti di cui era, per così dire, il regista. Nel 1903 Hoffmann fondò col collega Koloman Moser e il finanziere e amatore d'arte Fritz Wärndorfer la Wiener Werkstätte, associazione fra designer, artisti e produttori (chiuse nel 1932) ispirata alle analoghe inglesi sorte circa un ventennio addietro, impostate secondo il movimento estetico morrisiano dell'artigianato artistico delle Arts and Crafts.
Nel 1987 il Museum für angewandte Kunst (MAK) di Vienna ha organizzato una mostra intitolata "Josef Hoffmann: Ornament zwischen Hoffnung und Verbrechen". Nel 1992 il MAK ha concepito insieme alla Galleria moraviana di Brno un'esposizione nella casa natalizia "Museo Josef Hoffmann" a Brtnice e dal 2006 le due istituzioni presiedono la direzione a diritti uguali. Il museo presenta un'esposizione permanente e inoltre vengono concepite mostre particolari sull'architetto e i suoi contemporanei.

## Progetti

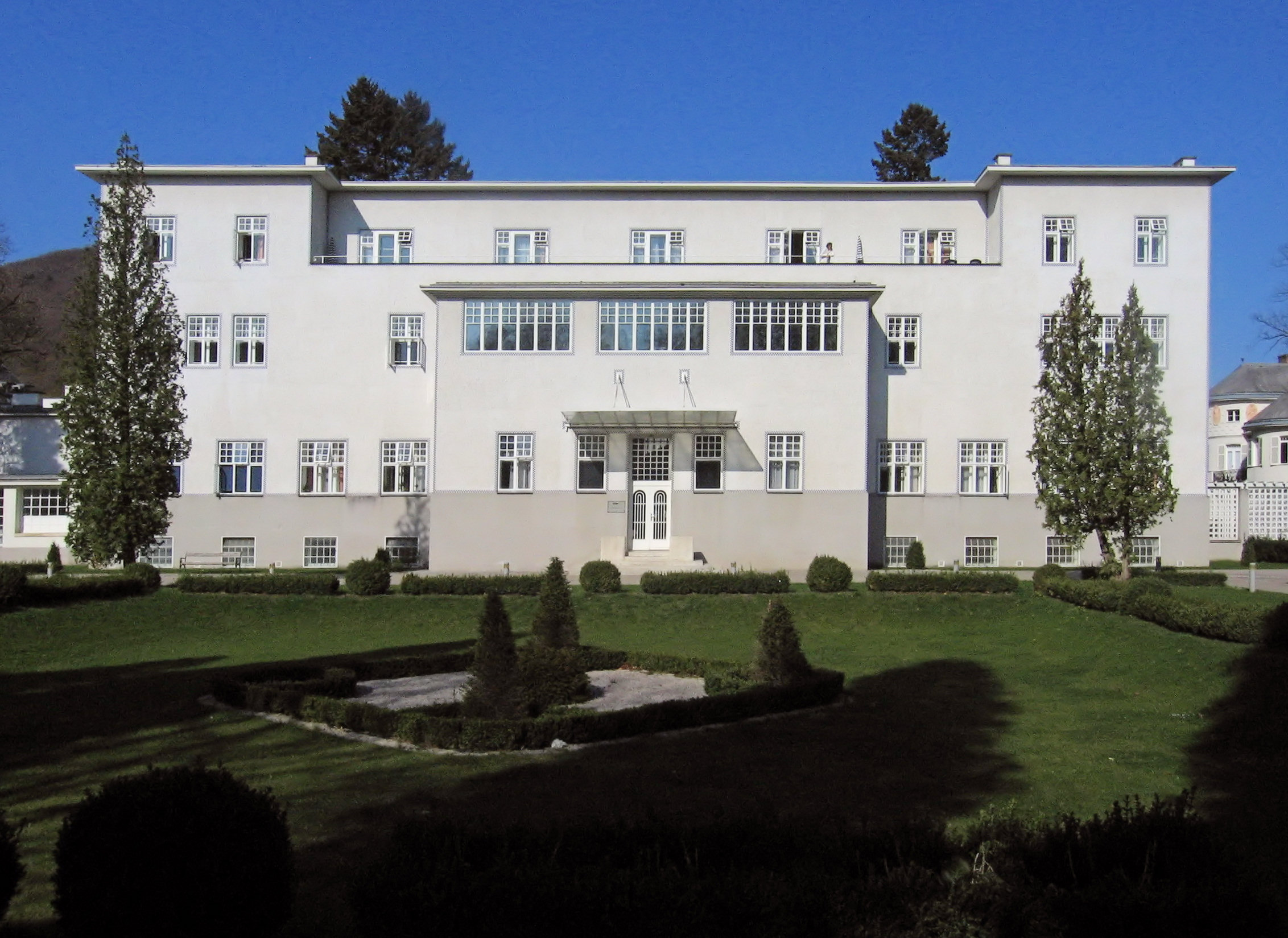
Il sanatorio di Purkersdorf

Dopo aver avviato da qualche anno una brillante carriera di progettista di case e ville per l'alta borghesia industriale, tra il 1904 e il 1906 progettò e realizzò il sanatorio di Purkersdorf; qui, come altrove, si tratta di una Gesamtkunstwerk, per la progettazione integrale di arredo e architettura dell'oblungo edificio dalle candide e terse superfici intonacate, in cui si coglie l'ispirazione ai caratteri della casa giapponese tradizionale, che fornisce più di uno spunto ai cosiddetti pionieri, architetti e designer, del Movimento Moderno. Il suo progetto più famoso è palazzo Stoclet, costruito nei sobborghi di Bruxelles: capolavoro di marca viennese in terra belga. Iniziato nel 1905, questo edificio era stato commissionato da Adolphe Stoclet, banchiere e collezionista d'arte. Hoffmann non ebbe alcuna limitazione nei costi, perché l'intenzione del progetto era quella di creare un palazzo suburbano assolutamente esclusivo per Adolphe e Suzanne Stoclet: uno spazio moderno per esporre rare collezioni d'arte e dare speciali ricevimenti culturali.
Gli ambienti sono disposti secondo un principio di libera aggregazione funzionale, esibito dall'inedita articolazione esterna. Gli elementi di rilievo, disposti in modo da ottenere un equilibrio dinamico, sono il portico e la torre (sormontata da quattro statue e decorata alla tipica maniera secessionista), che sarà fonte d'ispirazione per analoghe soluzioni art déco (ad esempio, nei grattacieli americani). Le superfici sono rivestite di sottili lastre di pietra e gli spigoli sono sottolineati da listelli in bronzo lievemente decorati; il risultato è un volume che dà l'impressione di essere privo di spessore. Notevole l'allestimento e la decorazione degli interni, fra i quali si impongono il vestibolo a doppia altezza e l'oblunga sala da pranzo incrostata di marmi, con un pavimento segnato in lunghezza da due larghe fasce a motivo scaccato optical da cui sorgono, dietro il severo scuro basamento continuo di un mobilio di servizio, le opposte pareti decorate a mosaico da Gustav Klimt con l'ipnotico motivo a girali della fitta ramificazione dorata di un albero, nella cui trama è intessuta, confondendosi nell'intensa vibrazione dorata, fra il bizantino e il giapponese, la rigida figura eretta di una donna (L'Attesa), fronteggiata sull'altra parete lunga dall'omologa forma a snella stele dell'abbraccio di una coppia (Beatitudine).
Fra il 1909 e il 1911 progetta la casa Ast a Vienna, nei modi di una sintetica trasfigurazione geometrizzante del classicismo (ad esempio le paraste somigliano più a tende dischiuse che ad un elemento dell'ordine), che si pone fra i modelli più efficaci del gusto Déco in architettura, compresa quella d'interni, di cui appunto Hoffmann è ritenuto un immediato precursore.